# 마케도니아 왕조 치하의 동로마 제국
마케도니아 왕조(그리스어:Μακεδονική Δυναστεία)는 동로마 제국의 황제를 배출한 가문을 말한다. 이 가문은 아나톨리아의 마케도니아 테마에서 유래한 것으로 그리스의 마케도니아와는 상관없다. 이 왕조의 시대에 이른바 마케도니아 르네상스라 불리는 비잔티움의 중흥기가 열렸다.

## 황제 목록
- 바실리우스 1세 마케도니아인 (811 - 886, 재위 : 867 - 886) - 미카일 3세의 궁정신하 출신; 사냥에서 사고로 죽다
- 레오 6세 현제 (866 - 912, 재위 : 886 - 912) – 바실리우스 1세 또는 미카일 3세의 아들일 수도 있음
- 알렉산데르 (870 - 913, 재위 : 912 - 913) – 바실리우스 1세의 아들; 조카의 섭정
- 콘스탄티누스 7세 포르피로게니투스 (905-959, 재위 : 913 - 959) – 레오 6세의 아들
  - 로마누스 1세 레카페누스 (870 - 948, 재위 : 919 - 944) – 콘스탄티누스 7세의 장인이자 사위와 공동 황제; 아들에 의해 폐위되어 수도원에 들어감
- 로마누스 2세 포르피로게니투스 (939 - 963, 재위 : 959 - 963) – 콘스탄티누스 7세의 아들
- 니케포로스 2세 포카스 (912 - 969, 재위 : 963 - 969) – 스트라테고스 (Strategos),; 로마누스 2세의 황후와 결혼; 바실리우스 2세의 섭정; 암살당함
- 요한네스 1세 치미스케스 (925 - 976, 재위 : 969 - 976) – 로마누스 2세의 매제; 니케포루스 황후의 연인이었으나 결혼이 금지당함; 바실리우스의 섭정
- 바실리우스 2세 불가록토누스 (958 - 1025, 재위 : 976 - 1025) – ‘불가르족의 학살자’; 로마누스 2세의 아들
- 콘스탄티누스 8세 (960-1028, 재위 : 1025 - 1028) – 로마노스 2세의 아들; 형 바실리우스 2세와 공동 황제
- 로마누스 3세 아르기루스 (968 - 1034, 재위 : 1028 - 1034) – 콘스탄티노폴리스 총독; 조이의 첫 남편으로 콘스탄티누스 8세에 의해 발탁됨; 살해됨
- 미카일 4세 파플라고니아인 (1010 - 1041, 재위 : 1034 - 1041) – 조이의 두 번째 남편
- 미카일 5세 칼라파테스 (1015 - 1042, 재위 : 1041 - 1042) – 미카일 4세의 조카, 조이의 양자
  - 조이 (978 - 1050, 재위 : 1042) – 콘스탄티누스 8세의 둘째딸, 1028년부터 황후의 지위, 동생 테오도라와 공동여제
  - 테오도라 (980 - 1056, 재위 : 1042) – 콘스탄티누스 8세의 셋째딸; 언니 조이와 공동 여제
- 콘스탄티누스 9세 모노마쿠스 (1000 - 1055, 재위 : 1042 - 1055) – 조이의 세 번째 남편
- 테오도라 (재위 : 1055 - 1056) – 복위됨

## 가계도
|                                                             |                                                             |                                                             |                                                             |                                                             |                                                             |  |  |                                                       |                                                       |                                                       |                                                       |                                                       |                                                       |  |  | 미하일 3세 로마인의 황제 842–867 아모리아/프리기아 왕조 | 미하일 3세 로마인의 황제 842–867 아모리아/프리기아 왕조 | 미하일 3세 로마인의 황제 842–867 아모리아/프리기아 왕조 | 미하일 3세 로마인의 황제 842–867 아모리아/프리기아 왕조 | 미하일 3세 로마인의 황제 842–867 아모리아/프리기아 왕조 | 미하일 3세 로마인의 황제 842–867 아모리아/프리기아 왕조 |  |  |                                                                                       |                                                                                       |                                                                                       |                                                                                       |                                                                                       |                                                                                       |  |  | 에우도키아 잉게리나                                                                               | 에우도키아 잉게리나                                                                               | 에우도키아 잉게리나                                                                               | 에우도키아 잉게리나                                                                               | 에우도키아 잉게리나                                                                               | 에우도키아 잉게리나                                                                               |  |  |                                                                |                                                                |                                                                |                                                                |                                                                |                                                                |                                          |                                          | 바실리오스 2세 로마인의 황제 867–886                     | 바실리오스 2세 로마인의 황제 867–886                     | 바실리오스 2세 로마인의 황제 867–886                     | 바실리오스 2세 로마인의 황제 867–886                     | 바실리오스 2세 로마인의 황제 867–886                     | 바실리오스 2세 로마인의 황제 867–886                     |  |  | 마리아                                                                 | 마리아                                                                 | 마리아                                                                 | 마리아                                                                 | 마리아                                                                 | 마리아                                                                 |  |  |  |  |  |  |  |  |  |  |  |  |  |  |  |  |  |  |  |  |  |  |  |  |  |  |  |  |  |  |
|                                                             |                                                             |                                                             |                                                             |                                                             |                                                             |  |  |                                                       |                                                       |                                                       |                                                       |                                                       |                                                       |  |  | 미하일 3세 로마인의 황제 842–867 아모리아/프리기아 왕조 | 미하일 3세 로마인의 황제 842–867 아모리아/프리기아 왕조 | 미하일 3세 로마인의 황제 842–867 아모리아/프리기아 왕조 | 미하일 3세 로마인의 황제 842–867 아모리아/프리기아 왕조 | 미하일 3세 로마인의 황제 842–867 아모리아/프리기아 왕조 | 미하일 3세 로마인의 황제 842–867 아모리아/프리기아 왕조 |  |  |                                                                                       |                                                                                       |                                                                                       |                                                                                       |                                                                                       |                                                                                       |  |  | 에우도키아 잉게리나                                                                               | 에우도키아 잉게리나                                                                               | 에우도키아 잉게리나                                                                               | 에우도키아 잉게리나                                                                               | 에우도키아 잉게리나                                                                               | 에우도키아 잉게리나                                                                               |  |  |                                                                |                                                                |                                                                |                                                                |                                                                |                                                                |                                          |                                          | 바실리오스 2세 로마인의 황제 867–886                     | 바실리오스 2세 로마인의 황제 867–886                     | 바실리오스 2세 로마인의 황제 867–886                     | 바실리오스 2세 로마인의 황제 867–886                     | 바실리오스 2세 로마인의 황제 867–886                     | 바실리오스 2세 로마인의 황제 867–886                     |  |  | 마리아                                                                 | 마리아                                                                 | 마리아                                                                 | 마리아                                                                 | 마리아                                                                 | 마리아                                                                 |  |  |  |  |  |  |  |  |  |  |  |  |  |  |  |  |  |  |  |  |  |  |  |  |  |  |  |  |  |  |
|                                                             |                                                             |                                                             |                                                             |                                                             |                                                             |  |  |                                                       |                                                       |                                                       |                                                       |                                                       |                                                       |  |  |                                                         |                                                         |                                                         |                                                         |                                                         |                                                         |  |  |                                                                                       |                                                                                       |                                                                                       |                                                                                       |                                                                                       |                                                                                       |  |  |                                                                                                   |                                                                                                   |                                                                                                   |                                                                                                   |                                                                                                   |                                                                                                   |  |  |                                                                |                                                                |                                                                |                                                                |                                                                |                                                                |                                          |                                          |                                                          |                                                          |                                                          |                                                          |                                                          |                                                          |  |  |                                                                        |                                                                        |                                                                        |                                                                        |                                                                        |                                                                        |  |  |  |  |  |  |  |  |  |  |  |  |  |  |  |  |  |  |  |  |  |  |  |  |  |  |  |  |  |  |
|                                                             |                                                             |                                                             |                                                             |                                                             |                                                             |  |  |                                                       |                                                       |                                                       |                                                       |                                                       |                                                       |  |  |                                                         |                                                         |                                                         |                                                         |                                                         |                                                         |  |  |                                                                                       |                                                                                       |                                                                                       |                                                                                       |                                                                                       |                                                                                       |  |  |                                                                                                   |                                                                                                   |                                                                                                   |                                                                                                   |                                                                                                   |                                                                                                   |  |  |                                                                |                                                                |                                                                |                                                                |                                                                |                                                                |                                          |                                          |                                                          |                                                          |                                                          |                                                          |                                                          |                                                          |  |  |                                                                        |                                                                        |                                                                        |                                                                        |                                                                        |                                                                        |  |  |  |  |  |  |  |  |  |  |  |  |  |  |  |  |  |  |  |  |  |  |  |  |  |  |  |  |  |  |
|                                                             |                                                             |                                                             |                                                             |                                                             |                                                             |  |  | 로마노스 1세 레카피노스 로마인의 황제 920–944         | 로마노스 1세 레카피노스 로마인의 황제 920–944         | 로마노스 1세 레카피노스 로마인의 황제 920–944         | 로마노스 1세 레카피노스 로마인의 황제 920–944         | 로마노스 1세 레카피노스 로마인의 황제 920–944         | 로마노스 1세 레카피노스 로마인의 황제 920–944         |  |  |                                                         |                                                         |                                                         |                                                         |                                                         |                                                         |  |  | 1. 테오파노 마르티나키아 2. 조이 자우치나 3. 에우도키아 베아나 4. 조이 카르보노프시나 | 1. 테오파노 마르티나키아 2. 조이 자우치나 3. 에우도키아 베아나 4. 조이 카르보노프시나 | 1. 테오파노 마르티나키아 2. 조이 자우치나 3. 에우도키아 베아나 4. 조이 카르보노프시나 | 1. 테오파노 마르티나키아 2. 조이 자우치나 3. 에우도키아 베아나 4. 조이 카르보노프시나 | 1. 테오파노 마르티나키아 2. 조이 자우치나 3. 에우도키아 베아나 4. 조이 카르보노프시나 | 1. 테오파노 마르티나키아 2. 조이 자우치나 3. 에우도키아 베아나 4. 조이 카르보노프시나 |  |  | 레온 6세 현제 로마인의 황제 886–912                                                               | 레온 6세 현제 로마인의 황제 886–912                                                               | 레온 6세 현제 로마인의 황제 886–912                                                               | 레온 6세 현제 로마인의 황제 886–912                                                               | 레온 6세 현제 로마인의 황제 886–912                                                               | 레온 6세 현제 로마인의 황제 886–912                                                               |  |  | 스테파노스 1세 콘스탄티누폴리스 총대주교 886–893               | 스테파노스 1세 콘스탄티누폴리스 총대주교 886–893               | 스테파노스 1세 콘스탄티누폴리스 총대주교 886–893               | 스테파노스 1세 콘스탄티누폴리스 총대주교 886–893               | 스테파노스 1세 콘스탄티누폴리스 총대주교 886–893               | 스테파노스 1세 콘스탄티누폴리스 총대주교 886–893               |                                          |                                          | 알렉산드로스 로마인의 황제 912–913                       | 알렉산드로스 로마인의 황제 912–913                       | 알렉산드로스 로마인의 황제 912–913                       | 알렉산드로스 로마인의 황제 912–913                       | 알렉산드로스 로마인의 황제 912–913                       | 알렉산드로스 로마인의 황제 912–913                       |  |  |                                                                        |                                                                        |                                                                        |                                                                        |                                                                        |                                                                        |  |  |  |  |  |  |  |  |  |  |  |  |  |  |  |  |  |  |  |  |  |  |  |  |  |  |  |  |  |  |
|                                                             |                                                             |                                                             |                                                             |                                                             |                                                             |  |  | 로마노스 1세 레카피노스 로마인의 황제 920–944         | 로마노스 1세 레카피노스 로마인의 황제 920–944         | 로마노스 1세 레카피노스 로마인의 황제 920–944         | 로마노스 1세 레카피노스 로마인의 황제 920–944         | 로마노스 1세 레카피노스 로마인의 황제 920–944         | 로마노스 1세 레카피노스 로마인의 황제 920–944         |  |  |                                                         |                                                         |                                                         |                                                         |                                                         |                                                         |  |  | 1. 테오파노 마르티나키아 2. 조이 자우치나 3. 에우도키아 베아나 4. 조이 카르보노프시나 | 1. 테오파노 마르티나키아 2. 조이 자우치나 3. 에우도키아 베아나 4. 조이 카르보노프시나 | 1. 테오파노 마르티나키아 2. 조이 자우치나 3. 에우도키아 베아나 4. 조이 카르보노프시나 | 1. 테오파노 마르티나키아 2. 조이 자우치나 3. 에우도키아 베아나 4. 조이 카르보노프시나 | 1. 테오파노 마르티나키아 2. 조이 자우치나 3. 에우도키아 베아나 4. 조이 카르보노프시나 | 1. 테오파노 마르티나키아 2. 조이 자우치나 3. 에우도키아 베아나 4. 조이 카르보노프시나 |  |  | 레온 6세 현제 로마인의 황제 886–912                                                               | 레온 6세 현제 로마인의 황제 886–912                                                               | 레온 6세 현제 로마인의 황제 886–912                                                               | 레온 6세 현제 로마인의 황제 886–912                                                               | 레온 6세 현제 로마인의 황제 886–912                                                               | 레온 6세 현제 로마인의 황제 886–912                                                               |  |  | 스테파노스 1세 콘스탄티누폴리스 총대주교 886–893               | 스테파노스 1세 콘스탄티누폴리스 총대주교 886–893               | 스테파노스 1세 콘스탄티누폴리스 총대주교 886–893               | 스테파노스 1세 콘스탄티누폴리스 총대주교 886–893               | 스테파노스 1세 콘스탄티누폴리스 총대주교 886–893               | 스테파노스 1세 콘스탄티누폴리스 총대주교 886–893               |                                          |                                          | 알렉산드로스 로마인의 황제 912–913                       | 알렉산드로스 로마인의 황제 912–913                       | 알렉산드로스 로마인의 황제 912–913                       | 알렉산드로스 로마인의 황제 912–913                       | 알렉산드로스 로마인의 황제 912–913                       | 알렉산드로스 로마인의 황제 912–913                       |  |  |                                                                        |                                                                        |                                                                        |                                                                        |                                                                        |                                                                        |  |  |  |  |  |  |  |  |  |  |  |  |  |  |  |  |  |  |  |  |  |  |  |  |  |  |  |  |  |  |
|                                                             |                                                             |                                                             |                                                             |                                                             |                                                             |  |  |                                                       |                                                       |                                                       |                                                       |                                                       |                                                       |  |  |                                                         |                                                         |                                                         |                                                         |                                                         |                                                         |  |  |                                                                                       |                                                                                       |                                                                                       |                                                                                       |                                                                                       |                                                                                       |  |  |                                                                                                   |                                                                                                   |                                                                                                   |                                                                                                   |                                                                                                   |                                                                                                   |  |  |                                                                |                                                                |                                                                |                                                                |                                                                |                                                                |                                          |                                          |                                                          |                                                          |                                                          |                                                          |                                                          |                                                          |  |  |                                                                        |                                                                        |                                                                        |                                                                        |                                                                        |                                                                        |  |  |  |  |  |  |  |  |  |  |  |  |  |  |  |  |  |  |  |  |  |  |  |  |  |  |  |  |  |  |
|                                                             |                                                             |                                                             |                                                             |                                                             |                                                             |  |  |                                                       |                                                       |                                                       |                                                       |                                                       |                                                       |  |  |                                                         |                                                         |                                                         |                                                         |                                                         |                                                         |  |  |                                                                                       |                                                                                       |                                                                                       |                                                                                       |                                                                                       |                                                                                       |  |  |                                                                                                   |                                                                                                   |                                                                                                   |                                                                                                   |                                                                                                   |                                                                                                   |  |  |                                                                |                                                                |                                                                |                                                                |                                                                |                                                                |                                          |                                          |                                                          |                                                          |                                                          |                                                          |                                                          |                                                          |  |  |                                                                        |                                                                        |                                                                        |                                                                        |                                                                        |                                                                        |  |  |  |  |  |  |  |  |  |  |  |  |  |  |  |  |  |  |  |  |  |  |  |  |  |  |  |  |  |  |
| 흐리스토포로스 레카페노스 공동황제 921–931 ∞ 소피아         | 흐리스토포로스 레카페노스 공동황제 921–931 ∞ 소피아         | 흐리스토포로스 레카페노스 공동황제 921–931 ∞ 소피아         | 흐리스토포로스 레카페노스 공동황제 921–931 ∞ 소피아         | 흐리스토포로스 레카페노스 공동황제 921–931 ∞ 소피아         | 흐리스토포로스 레카페노스 공동황제 921–931 ∞ 소피아         |  |  | 아가티 ∞ 로마노스 아르이로스                          | 아가티 ∞ 로마노스 아르이로스                          | 아가티 ∞ 로마노스 아르이로스                          | 아가티 ∞ 로마노스 아르이로스                          | 아가티 ∞ 로마노스 아르이로스                          | 아가티 ∞ 로마노스 아르이로스                          |  |  | 테오필락토스 콘스탄티누폴리스 총대주교 933–956          | 테오필락토스 콘스탄티누폴리스 총대주교 933–956          | 테오필락토스 콘스탄티누폴리스 총대주교 933–956          | 테오필락토스 콘스탄티누폴리스 총대주교 933–956          | 테오필락토스 콘스탄티누폴리스 총대주교 933–956          | 테오필락토스 콘스탄티누폴리스 총대주교 933–956          |  |  | 엘레니 레카페니 (레카페노스)                                                          | 엘레니 레카페니 (레카페노스)                                                          | 엘레니 레카페니 (레카페노스)                                                          | 엘레니 레카페니 (레카페노스)                                                          | 엘레니 레카페니 (레카페노스)                                                          | 엘레니 레카페니 (레카페노스)                                                          |  |  | (4) 콘스탄티노스 7세 로마인의 황제 913–959                                                        | (4) 콘스탄티노스 7세 로마인의 황제 913–959                                                        | (4) 콘스탄티노스 7세 로마인의 황제 913–959                                                        | (4) 콘스탄티노스 7세 로마인의 황제 913–959                                                        | (4) 콘스탄티노스 7세 로마인의 황제 913–959                                                        | (4) 콘스탄티노스 7세 로마인의 황제 913–959                                                        |  |  |                                                                |                                                                |                                                                |                                                                |                                                                |                                                                |                                          |                                          |                                                          |                                                          |                                                          |                                                          |                                                          |                                                          |  |  | (2) 안나 ∞ 루도비쿠스 3세 맹인 프로방스의 왕, 랑고바르드의 왕 보송가문 | (2) 안나 ∞ 루도비쿠스 3세 맹인 프로방스의 왕, 랑고바르드의 왕 보송가문 | (2) 안나 ∞ 루도비쿠스 3세 맹인 프로방스의 왕, 랑고바르드의 왕 보송가문 | (2) 안나 ∞ 루도비쿠스 3세 맹인 프로방스의 왕, 랑고바르드의 왕 보송가문 | (2) 안나 ∞ 루도비쿠스 3세 맹인 프로방스의 왕, 랑고바르드의 왕 보송가문 | (2) 안나 ∞ 루도비쿠스 3세 맹인 프로방스의 왕, 랑고바르드의 왕 보송가문 |  |  |  |  |  |  |  |  |  |  |  |  |  |  |  |  |  |  |  |  |  |  |  |  |  |  |  |  |  |  |
| 흐리스토포로스 레카페노스 공동황제 921–931 ∞ 소피아         | 흐리스토포로스 레카페노스 공동황제 921–931 ∞ 소피아         | 흐리스토포로스 레카페노스 공동황제 921–931 ∞ 소피아         | 흐리스토포로스 레카페노스 공동황제 921–931 ∞ 소피아         | 흐리스토포로스 레카페노스 공동황제 921–931 ∞ 소피아         | 흐리스토포로스 레카페노스 공동황제 921–931 ∞ 소피아         |  |  | 아가티 ∞ 로마노스 아르이로스                          | 아가티 ∞ 로마노스 아르이로스                          | 아가티 ∞ 로마노스 아르이로스                          | 아가티 ∞ 로마노스 아르이로스                          | 아가티 ∞ 로마노스 아르이로스                          | 아가티 ∞ 로마노스 아르이로스                          |  |  | 테오필락토스 콘스탄티누폴리스 총대주교 933–956          | 테오필락토스 콘스탄티누폴리스 총대주교 933–956          | 테오필락토스 콘스탄티누폴리스 총대주교 933–956          | 테오필락토스 콘스탄티누폴리스 총대주교 933–956          | 테오필락토스 콘스탄티누폴리스 총대주교 933–956          | 테오필락토스 콘스탄티누폴리스 총대주교 933–956          |  |  | 엘레니 레카페니 (레카페노스)                                                          | 엘레니 레카페니 (레카페노스)                                                          | 엘레니 레카페니 (레카페노스)                                                          | 엘레니 레카페니 (레카페노스)                                                          | 엘레니 레카페니 (레카페노스)                                                          | 엘레니 레카페니 (레카페노스)                                                          |  |  | (4) 콘스탄티노스 7세 로마인의 황제 913–959                                                        | (4) 콘스탄티노스 7세 로마인의 황제 913–959                                                        | (4) 콘스탄티노스 7세 로마인의 황제 913–959                                                        | (4) 콘스탄티노스 7세 로마인의 황제 913–959                                                        | (4) 콘스탄티노스 7세 로마인의 황제 913–959                                                        | (4) 콘스탄티노스 7세 로마인의 황제 913–959                                                        |  |  |                                                                |                                                                |                                                                |                                                                |                                                                |                                                                |                                          |                                          |                                                          |                                                          |                                                          |                                                          |                                                          |                                                          |  |  | (2) 안나 ∞ 루도비쿠스 3세 맹인 프로방스의 왕, 랑고바르드의 왕 보송가문 | (2) 안나 ∞ 루도비쿠스 3세 맹인 프로방스의 왕, 랑고바르드의 왕 보송가문 | (2) 안나 ∞ 루도비쿠스 3세 맹인 프로방스의 왕, 랑고바르드의 왕 보송가문 | (2) 안나 ∞ 루도비쿠스 3세 맹인 프로방스의 왕, 랑고바르드의 왕 보송가문 | (2) 안나 ∞ 루도비쿠스 3세 맹인 프로방스의 왕, 랑고바르드의 왕 보송가문 | (2) 안나 ∞ 루도비쿠스 3세 맹인 프로방스의 왕, 랑고바르드의 왕 보송가문 |  |  |  |  |  |  |  |  |  |  |  |  |  |  |  |  |  |  |  |  |  |  |  |  |  |  |  |  |  |  |
|                                                             |                                                             |                                                             |                                                             |                                                             |                                                             |  |  |                                                       |                                                       |                                                       |                                                       |                                                       |                                                       |  |  |                                                         |                                                         |                                                         |                                                         |                                                         |                                                         |  |  |                                                                                       |                                                                                       |                                                                                       |                                                                                       |                                                                                       |                                                                                       |  |  |                                                                                                   |                                                                                                   |                                                                                                   |                                                                                                   |                                                                                                   |                                                                                                   |  |  |                                                                |                                                                |                                                                |                                                                |                                                                |                                                                |                                          |                                          |                                                          |                                                          |                                                          |                                                          |                                                          |                                                          |  |  |                                                                        |                                                                        |                                                                        |                                                                        |                                                                        |                                                                        |  |  |  |  |  |  |  |  |  |  |  |  |  |  |  |  |  |  |  |  |  |  |  |  |  |  |  |  |  |  |
|                                                             |                                                             |                                                             |                                                             |                                                             |                                                             |  |  |                                                       |                                                       |                                                       |                                                       |                                                       |                                                       |  |  |                                                         |                                                         |                                                         |                                                         |                                                         |                                                         |  |  |                                                                                       |                                                                                       |                                                                                       |                                                                                       |                                                                                       |                                                                                       |  |  |                                                                                                   |                                                                                                   |                                                                                                   |                                                                                                   |                                                                                                   |                                                                                                   |  |  |                                                                |                                                                |                                                                |                                                                |                                                                |                                                                |                                          |                                          |                                                          |                                                          |                                                          |                                                          |                                                          |                                                          |  |  |                                                                        |                                                                        |                                                                        |                                                                        |                                                                        |                                                                        |  |  |  |  |  |  |  |  |  |  |  |  |  |  |  |  |  |  |  |  |  |  |  |  |  |  |  |  |  |  |
| (마리아) 이리니 레카페니 ∞ 페터르 1세 불가리아의 왕 927–969 | (마리아) 이리니 레카페니 ∞ 페터르 1세 불가리아의 왕 927–969 | (마리아) 이리니 레카페니 ∞ 페터르 1세 불가리아의 왕 927–969 | (마리아) 이리니 레카페니 ∞ 페터르 1세 불가리아의 왕 927–969 | (마리아) 이리니 레카페니 ∞ 페터르 1세 불가리아의 왕 927–969 | (마리아) 이리니 레카페니 ∞ 페터르 1세 불가리아의 왕 927–969 |  |  | 아르이로스                                            | 아르이로스                                            | 아르이로스                                            | 아르이로스                                            | 아르이로스                                            | 아르이로스                                            |  |  | 니키포로스 2세 포카스 로마인의 황제 963–969 포카스      | 니키포로스 2세 포카스 로마인의 황제 963–969 포카스      | 니키포로스 2세 포카스 로마인의 황제 963–969 포카스      | 니키포로스 2세 포카스 로마인의 황제 963–969 포카스      | 니키포로스 2세 포카스 로마인의 황제 963–969 포카스      | 니키포로스 2세 포카스 로마인의 황제 963–969 포카스      |  |  | 라코니아의 (아나스타시아) 테오파노                                                    | 라코니아의 (아나스타시아) 테오파노                                                    | 라코니아의 (아나스타시아) 테오파노                                                    | 라코니아의 (아나스타시아) 테오파노                                                    | 라코니아의 (아나스타시아) 테오파노                                                    | 라코니아의 (아나스타시아) 테오파노                                                    |  |  | 로마노스 2세 로마인의 황제 959–963                                                                | 로마노스 2세 로마인의 황제 959–963                                                                | 로마노스 2세 로마인의 황제 959–963                                                                | 로마노스 2세 로마인의 황제 959–963                                                                | 로마노스 2세 로마인의 황제 959–963                                                                | 로마노스 2세 로마인의 황제 959–963                                                                |  |  | 테오도라 포르피로게니타 황후                                   | 테오도라 포르피로게니타 황후                                   | 테오도라 포르피로게니타 황후                                   | 테오도라 포르피로게니타 황후                                   | 테오도라 포르피로게니타 황후                                   | 테오도라 포르피로게니타 황후                                   |                                          |                                          | 요안니스 1세 치미스키스 로마인의 황제 969–976 쿠르쿠아스 | 요안니스 1세 치미스키스 로마인의 황제 969–976 쿠르쿠아스 | 요안니스 1세 치미스키스 로마인의 황제 969–976 쿠르쿠아스 | 요안니스 1세 치미스키스 로마인의 황제 969–976 쿠르쿠아스 | 요안니스 1세 치미스키스 로마인의 황제 969–976 쿠르쿠아스 | 요안니스 1세 치미스키스 로마인의 황제 969–976 쿠르쿠아스 |  |  | 샤를 콘스탄틴 비엔 백작                                                | 샤를 콘스탄틴 비엔 백작                                                | 샤를 콘스탄틴 비엔 백작                                                | 샤를 콘스탄틴 비엔 백작                                                | 샤를 콘스탄틴 비엔 백작                                                | 샤를 콘스탄틴 비엔 백작                                                |  |  |  |  |  |  |  |  |  |  |  |  |  |  |  |  |  |  |  |  |  |  |  |  |  |  |  |  |  |  |
| (마리아) 이리니 레카페니 ∞ 페터르 1세 불가리아의 왕 927–969 | (마리아) 이리니 레카페니 ∞ 페터르 1세 불가리아의 왕 927–969 | (마리아) 이리니 레카페니 ∞ 페터르 1세 불가리아의 왕 927–969 | (마리아) 이리니 레카페니 ∞ 페터르 1세 불가리아의 왕 927–969 | (마리아) 이리니 레카페니 ∞ 페터르 1세 불가리아의 왕 927–969 | (마리아) 이리니 레카페니 ∞ 페터르 1세 불가리아의 왕 927–969 |  |  | 아르이로스                                            | 아르이로스                                            | 아르이로스                                            | 아르이로스                                            | 아르이로스                                            | 아르이로스                                            |  |  | 니키포로스 2세 포카스 로마인의 황제 963–969 포카스      | 니키포로스 2세 포카스 로마인의 황제 963–969 포카스      | 니키포로스 2세 포카스 로마인의 황제 963–969 포카스      | 니키포로스 2세 포카스 로마인의 황제 963–969 포카스      | 니키포로스 2세 포카스 로마인의 황제 963–969 포카스      | 니키포로스 2세 포카스 로마인의 황제 963–969 포카스      |  |  | 라코니아의 (아나스타시아) 테오파노                                                    | 라코니아의 (아나스타시아) 테오파노                                                    | 라코니아의 (아나스타시아) 테오파노                                                    | 라코니아의 (아나스타시아) 테오파노                                                    | 라코니아의 (아나스타시아) 테오파노                                                    | 라코니아의 (아나스타시아) 테오파노                                                    |  |  | 로마노스 2세 로마인의 황제 959–963                                                                | 로마노스 2세 로마인의 황제 959–963                                                                | 로마노스 2세 로마인의 황제 959–963                                                                | 로마노스 2세 로마인의 황제 959–963                                                                | 로마노스 2세 로마인의 황제 959–963                                                                | 로마노스 2세 로마인의 황제 959–963                                                                |  |  | 테오도라 포르피로게니타 황후                                   | 테오도라 포르피로게니타 황후                                   | 테오도라 포르피로게니타 황후                                   | 테오도라 포르피로게니타 황후                                   | 테오도라 포르피로게니타 황후                                   | 테오도라 포르피로게니타 황후                                   |                                          |                                          | 요안니스 1세 치미스키스 로마인의 황제 969–976 쿠르쿠아스 | 요안니스 1세 치미스키스 로마인의 황제 969–976 쿠르쿠아스 | 요안니스 1세 치미스키스 로마인의 황제 969–976 쿠르쿠아스 | 요안니스 1세 치미스키스 로마인의 황제 969–976 쿠르쿠아스 | 요안니스 1세 치미스키스 로마인의 황제 969–976 쿠르쿠아스 | 요안니스 1세 치미스키스 로마인의 황제 969–976 쿠르쿠아스 |  |  | 샤를 콘스탄틴 비엔 백작                                                | 샤를 콘스탄틴 비엔 백작                                                | 샤를 콘스탄틴 비엔 백작                                                | 샤를 콘스탄틴 비엔 백작                                                | 샤를 콘스탄틴 비엔 백작                                                | 샤를 콘스탄틴 비엔 백작                                                |  |  |  |  |  |  |  |  |  |  |  |  |  |  |  |  |  |  |  |  |  |  |  |  |  |  |  |  |  |  |
|                                                             |                                                             |                                                             |                                                             |                                                             |                                                             |  |  |                                                       |                                                       |                                                       |                                                       |                                                       |                                                       |  |  |                                                         |                                                         |                                                         |                                                         |                                                         |                                                         |  |  |                                                                                       |                                                                                       |                                                                                       |                                                                                       |                                                                                       |                                                                                       |  |  |                                                                                                   |                                                                                                   |                                                                                                   |                                                                                                   |                                                                                                   |                                                                                                   |  |  |                                                                |                                                                |                                                                |                                                                |                                                                |                                                                |                                          |                                          |                                                          |                                                          |                                                          |                                                          |                                                          |                                                          |  |  |                                                                        |                                                                        |                                                                        |                                                                        |                                                                        |                                                                        |  |  |  |  |  |  |  |  |  |  |  |  |  |  |  |  |  |  |  |  |  |  |  |  |  |  |  |  |  |  |
|                                                             |                                                             |                                                             |                                                             |                                                             |                                                             |  |  |                                                       |                                                       |                                                       |                                                       |                                                       |                                                       |  |  |                                                         |                                                         |                                                         |                                                         |                                                         |                                                         |  |  |                                                                                       |                                                                                       |                                                                                       |                                                                                       |                                                                                       |                                                                                       |  |  |                                                                                                   |                                                                                                   |                                                                                                   |                                                                                                   |                                                                                                   |                                                                                                   |  |  |                                                                |                                                                |                                                                |                                                                |                                                                |                                                                |                                          |                                          |                                                          |                                                          |                                                          |                                                          |                                                          |                                                          |  |  |                                                                        |                                                                        |                                                                        |                                                                        |                                                                        |                                                                        |  |  |  |  |  |  |  |  |  |  |  |  |  |  |  |  |  |  |  |  |  |  |  |  |  |  |  |  |  |  |
|                                                             |                                                             |                                                             |                                                             |                                                             |                                                             |  |  | 포토스 (또는 에우스타티오스) 아르이로스 장군          | 포토스 (또는 에우스타티오스) 아르이로스 장군          | 포토스 (또는 에우스타티오스) 아르이로스 장군          | 포토스 (또는 에우스타티오스) 아르이로스 장군          | 포토스 (또는 에우스타티오스) 아르이로스 장군          | 포토스 (또는 에우스타티오스) 아르이로스 장군          |  |  |                                                         |                                                         |                                                         |                                                         |                                                         |                                                         |  |  | 바실리오스 2세 로마인의 황제 976–1025                                                 | 바실리오스 2세 로마인의 황제 976–1025                                                 | 바실리오스 2세 로마인의 황제 976–1025                                                 | 바실리오스 2세 로마인의 황제 976–1025                                                 | 바실리오스 2세 로마인의 황제 976–1025                                                 | 바실리오스 2세 로마인의 황제 976–1025                                                 |  |  | 콘스탄티노스 8세 로마인의 황제 1025–1028 ∞ 알리피오스의 엘레니                                    | 콘스탄티노스 8세 로마인의 황제 1025–1028 ∞ 알리피오스의 엘레니                                    | 콘스탄티노스 8세 로마인의 황제 1025–1028 ∞ 알리피오스의 엘레니                                    | 콘스탄티노스 8세 로마인의 황제 1025–1028 ∞ 알리피오스의 엘레니                                    | 콘스탄티노스 8세 로마인의 황제 1025–1028 ∞ 알리피오스의 엘레니                                    | 콘스탄티노스 8세 로마인의 황제 1025–1028 ∞ 알리피오스의 엘레니                                    |  |  | 안나 포르피로게니타 ∞ 블라디미르 1세 대왕 키예프 대공 류리크가 | 안나 포르피로게니타 ∞ 블라디미르 1세 대왕 키예프 대공 류리크가 | 안나 포르피로게니타 ∞ 블라디미르 1세 대왕 키예프 대공 류리크가 | 안나 포르피로게니타 ∞ 블라디미르 1세 대왕 키예프 대공 류리크가 | 안나 포르피로게니타 ∞ 블라디미르 1세 대왕 키예프 대공 류리크가 | 안나 포르피로게니타 ∞ 블라디미르 1세 대왕 키예프 대공 류리크가 |                                          |                                          |                                                          |                                                          |                                                          |                                                          |                                                          |                                                          |  |  | 비엔의 콘스탄스 ∞ 보송 2세 아를 백작                                   | 비엔의 콘스탄스 ∞ 보송 2세 아를 백작                                   | 비엔의 콘스탄스 ∞ 보송 2세 아를 백작                                   | 비엔의 콘스탄스 ∞ 보송 2세 아를 백작                                   | 비엔의 콘스탄스 ∞ 보송 2세 아를 백작                                   | 비엔의 콘스탄스 ∞ 보송 2세 아를 백작                                   |  |  |  |  |  |  |  |  |  |  |  |  |  |  |  |  |  |  |  |  |  |  |  |  |  |  |  |  |  |  |
|                                                             |                                                             |                                                             |                                                             |                                                             |                                                             |  |  | 포토스 (또는 에우스타티오스) 아르이로스 장군          | 포토스 (또는 에우스타티오스) 아르이로스 장군          | 포토스 (또는 에우스타티오스) 아르이로스 장군          | 포토스 (또는 에우스타티오스) 아르이로스 장군          | 포토스 (또는 에우스타티오스) 아르이로스 장군          | 포토스 (또는 에우스타티오스) 아르이로스 장군          |  |  |                                                         |                                                         |                                                         |                                                         |                                                         |                                                         |  |  | 바실리오스 2세 로마인의 황제 976–1025                                                 | 바실리오스 2세 로마인의 황제 976–1025                                                 | 바실리오스 2세 로마인의 황제 976–1025                                                 | 바실리오스 2세 로마인의 황제 976–1025                                                 | 바실리오스 2세 로마인의 황제 976–1025                                                 | 바실리오스 2세 로마인의 황제 976–1025                                                 |  |  | 콘스탄티노스 8세 로마인의 황제 1025–1028 ∞ 알리피오스의 엘레니                                    | 콘스탄티노스 8세 로마인의 황제 1025–1028 ∞ 알리피오스의 엘레니                                    | 콘스탄티노스 8세 로마인의 황제 1025–1028 ∞ 알리피오스의 엘레니                                    | 콘스탄티노스 8세 로마인의 황제 1025–1028 ∞ 알리피오스의 엘레니                                    | 콘스탄티노스 8세 로마인의 황제 1025–1028 ∞ 알리피오스의 엘레니                                    | 콘스탄티노스 8세 로마인의 황제 1025–1028 ∞ 알리피오스의 엘레니                                    |  |  | 안나 포르피로게니타 ∞ 블라디미르 1세 대왕 키예프 대공 류리크가 | 안나 포르피로게니타 ∞ 블라디미르 1세 대왕 키예프 대공 류리크가 | 안나 포르피로게니타 ∞ 블라디미르 1세 대왕 키예프 대공 류리크가 | 안나 포르피로게니타 ∞ 블라디미르 1세 대왕 키예프 대공 류리크가 | 안나 포르피로게니타 ∞ 블라디미르 1세 대왕 키예프 대공 류리크가 | 안나 포르피로게니타 ∞ 블라디미르 1세 대왕 키예프 대공 류리크가 |                                          |                                          |                                                          |                                                          |                                                          |                                                          |                                                          |                                                          |  |  | 비엔의 콘스탄스 ∞ 보송 2세 아를 백작                                   | 비엔의 콘스탄스 ∞ 보송 2세 아를 백작                                   | 비엔의 콘스탄스 ∞ 보송 2세 아를 백작                                   | 비엔의 콘스탄스 ∞ 보송 2세 아를 백작                                   | 비엔의 콘스탄스 ∞ 보송 2세 아를 백작                                   | 비엔의 콘스탄스 ∞ 보송 2세 아를 백작                                   |  |  |  |  |  |  |  |  |  |  |  |  |  |  |  |  |  |  |  |  |  |  |  |  |  |  |  |  |  |  |
|                                                             |                                                             |                                                             |                                                             |                                                             |                                                             |  |  |                                                       |                                                       |                                                       |                                                       |                                                       |                                                       |  |  |                                                         |                                                         |                                                         |                                                         |                                                         |                                                         |  |  |                                                                                       |                                                                                       |                                                                                       |                                                                                       |                                                                                       |                                                                                       |  |  |                                                                                                   |                                                                                                   |                                                                                                   |                                                                                                   |                                                                                                   |                                                                                                   |  |  |                                                                |                                                                |                                                                |                                                                |                                                                |                                                                |                                          |                                          |                                                          |                                                          |                                                          |                                                          |                                                          |                                                          |  |  |                                                                        |                                                                        |                                                                        |                                                                        |                                                                        |                                                                        |  |  |  |  |  |  |  |  |  |  |  |  |  |  |  |  |  |  |  |  |  |  |  |  |  |  |  |  |  |  |
|                                                             |                                                             |                                                             |                                                             |                                                             |                                                             |  |  | 마리아 아르이리 ∞ 지오반니 오르세오로 말마티아의 둑스 | 마리아 아르이리 ∞ 지오반니 오르세오로 말마티아의 둑스 | 마리아 아르이리 ∞ 지오반니 오르세오로 말마티아의 둑스 | 마리아 아르이리 ∞ 지오반니 오르세오로 말마티아의 둑스 | 마리아 아르이리 ∞ 지오반니 오르세오로 말마티아의 둑스 | 마리아 아르이리 ∞ 지오반니 오르세오로 말마티아의 둑스 |  |  | 바실리오스 아르이로스 사모스의 스트라테고스             | 바실리오스 아르이로스 사모스의 스트라테고스             | 바실리오스 아르이로스 사모스의 스트라테고스             | 바실리오스 아르이로스 사모스의 스트라테고스             | 바실리오스 아르이로스 사모스의 스트라테고스             | 바실리오스 아르이로스 사모스의 스트라테고스             |  |  | 1.로마노스 3세 아르이로스 로마인의 황제 1028–1034                                     | 1.로마노스 3세 아르이로스 로마인의 황제 1028–1034                                     | 1.로마노스 3세 아르이로스 로마인의 황제 1028–1034                                     | 1.로마노스 3세 아르이로스 로마인의 황제 1028–1034                                     | 1.로마노스 3세 아르이로스 로마인의 황제 1028–1034                                     | 1.로마노스 3세 아르이로스 로마인의 황제 1028–1034                                     |  |  | 조이 포르피로게니타 로마인의 여제 1028–1050 ∞ 2.미하일 4세 파플라고니아인 로마인의 황제 1034–1041 | 조이 포르피로게니타 로마인의 여제 1028–1050 ∞ 2.미하일 4세 파플라고니아인 로마인의 황제 1034–1041 | 조이 포르피로게니타 로마인의 여제 1028–1050 ∞ 2.미하일 4세 파플라고니아인 로마인의 황제 1034–1041 | 조이 포르피로게니타 로마인의 여제 1028–1050 ∞ 2.미하일 4세 파플라고니아인 로마인의 황제 1034–1041 | 조이 포르피로게니타 로마인의 여제 1028–1050 ∞ 2.미하일 4세 파플라고니아인 로마인의 황제 1034–1041 | 조이 포르피로게니타 로마인의 여제 1028–1050 ∞ 2.미하일 4세 파플라고니아인 로마인의 황제 1034–1041 |  |  | 3.콘스탄티노스 9세 모노마호스 로마인의 황제 1042–1055          | 3.콘스탄티노스 9세 모노마호스 로마인의 황제 1042–1055          | 3.콘스탄티노스 9세 모노마호스 로마인의 황제 1042–1055          | 3.콘스탄티노스 9세 모노마호스 로마인의 황제 1042–1055          | 3.콘스탄티노스 9세 모노마호스 로마인의 황제 1042–1055          | 3.콘스탄티노스 9세 모노마호스 로마인의 황제 1042–1055          |                                          |                                          | 엘리니 스클리레나                                        | 엘리니 스클리레나                                        | 엘리니 스클리레나                                        | 엘리니 스클리레나                                        | 엘리니 스클리레나                                        | 엘리니 스클리레나                                        |  |  | 테오도라 로마인의 여황제 1055–1056                                     | 테오도라 로마인의 여황제 1055–1056                                     | 테오도라 로마인의 여황제 1055–1056                                     | 테오도라 로마인의 여황제 1055–1056                                     | 테오도라 로마인의 여황제 1055–1056                                     | 테오도라 로마인의 여황제 1055–1056                                     |  |  |  |  |  |  |  |  |  |  |  |  |  |  |  |  |  |  |  |  |  |  |  |  |  |  |  |  |  |  |
|                                                             |                                                             |                                                             |                                                             |                                                             |                                                             |  |  | 마리아 아르이리 ∞ 지오반니 오르세오로 말마티아의 둑스 | 마리아 아르이리 ∞ 지오반니 오르세오로 말마티아의 둑스 | 마리아 아르이리 ∞ 지오반니 오르세오로 말마티아의 둑스 | 마리아 아르이리 ∞ 지오반니 오르세오로 말마티아의 둑스 | 마리아 아르이리 ∞ 지오반니 오르세오로 말마티아의 둑스 | 마리아 아르이리 ∞ 지오반니 오르세오로 말마티아의 둑스 |  |  | 바실리오스 아르이로스 사모스의 스트라테고스             | 바실리오스 아르이로스 사모스의 스트라테고스             | 바실리오스 아르이로스 사모스의 스트라테고스             | 바실리오스 아르이로스 사모스의 스트라테고스             | 바실리오스 아르이로스 사모스의 스트라테고스             | 바실리오스 아르이로스 사모스의 스트라테고스             |  |  | 1.로마노스 3세 아르이로스 로마인의 황제 1028–1034                                     | 1.로마노스 3세 아르이로스 로마인의 황제 1028–1034                                     | 1.로마노스 3세 아르이로스 로마인의 황제 1028–1034                                     | 1.로마노스 3세 아르이로스 로마인의 황제 1028–1034                                     | 1.로마노스 3세 아르이로스 로마인의 황제 1028–1034                                     | 1.로마노스 3세 아르이로스 로마인의 황제 1028–1034                                     |  |  | 조이 포르피로게니타 로마인의 여제 1028–1050 ∞ 2.미하일 4세 파플라고니아인 로마인의 황제 1034–1041 | 조이 포르피로게니타 로마인의 여제 1028–1050 ∞ 2.미하일 4세 파플라고니아인 로마인의 황제 1034–1041 | 조이 포르피로게니타 로마인의 여제 1028–1050 ∞ 2.미하일 4세 파플라고니아인 로마인의 황제 1034–1041 | 조이 포르피로게니타 로마인의 여제 1028–1050 ∞ 2.미하일 4세 파플라고니아인 로마인의 황제 1034–1041 | 조이 포르피로게니타 로마인의 여제 1028–1050 ∞ 2.미하일 4세 파플라고니아인 로마인의 황제 1034–1041 | 조이 포르피로게니타 로마인의 여제 1028–1050 ∞ 2.미하일 4세 파플라고니아인 로마인의 황제 1034–1041 |  |  | 3.콘스탄티노스 9세 모노마호스 로마인의 황제 1042–1055          | 3.콘스탄티노스 9세 모노마호스 로마인의 황제 1042–1055          | 3.콘스탄티노스 9세 모노마호스 로마인의 황제 1042–1055          | 3.콘스탄티노스 9세 모노마호스 로마인의 황제 1042–1055          | 3.콘스탄티노스 9세 모노마호스 로마인의 황제 1042–1055          | 3.콘스탄티노스 9세 모노마호스 로마인의 황제 1042–1055          |                                          |                                          | 엘리니 스클리레나                                        | 엘리니 스클리레나                                        | 엘리니 스클리레나                                        | 엘리니 스클리레나                                        | 엘리니 스클리레나                                        | 엘리니 스클리레나                                        |  |  | 테오도라 로마인의 여황제 1055–1056                                     | 테오도라 로마인의 여황제 1055–1056                                     | 테오도라 로마인의 여황제 1055–1056                                     | 테오도라 로마인의 여황제 1055–1056                                     | 테오도라 로마인의 여황제 1055–1056                                     | 테오도라 로마인의 여황제 1055–1056                                     |  |  |  |  |  |  |  |  |  |  |  |  |  |  |  |  |  |  |  |  |  |  |  |  |  |  |  |  |  |  |
|                                                             |                                                             |                                                             |                                                             |                                                             |                                                             |  |  |                                                       |                                                       |                                                       |                                                       |                                                       |                                                       |  |  |                                                         |                                                         |                                                         |                                                         |                                                         |                                                         |  |  |                                                                                       |                                                                                       |                                                                                       |                                                                                       |                                                                                       |                                                                                       |  |  |                                                                                                   |                                                                                                   |                                                                                                   |                                                                                                   |                                                                                                   |                                                                                                   |  |  |                                                                |                                                                |                                                                |                                                                |                                                                |                                                                |                                          |                                          |                                                          |                                                          |                                                          |                                                          |                                                          |                                                          |  |  |                                                                        |                                                                        |                                                                        |                                                                        |                                                                        |                                                                        |  |  |  |  |  |  |  |  |  |  |  |  |  |  |  |  |  |  |  |  |  |  |  |  |  |  |  |  |  |  |
|                                                             |                                                             |                                                             |                                                             |                                                             |                                                             |  |  |                                                       |                                                       |                                                       |                                                       |                                                       |                                                       |  |  | (딸) ∞ 콘스탄티노스 디오예니스                          | (딸) ∞ 콘스탄티노스 디오예니스                          | (딸) ∞ 콘스탄티노스 디오예니스                          | (딸) ∞ 콘스탄티노스 디오예니스                          | (딸) ∞ 콘스탄티노스 디오예니스                          | (딸) ∞ 콘스탄티노스 디오예니스                          |  |  |                                                                                       |                                                                                       |                                                                                       |                                                                                       |                                                                                       |                                                                                       |  |  | (입양된) 미하일 5세 칼라파티스 로마인의 황제 1041–1042                                            | (입양된) 미하일 5세 칼라파티스 로마인의 황제 1041–1042                                            | (입양된) 미하일 5세 칼라파티스 로마인의 황제 1041–1042                                            | (입양된) 미하일 5세 칼라파티스 로마인의 황제 1041–1042                                            | (입양된) 미하일 5세 칼라파티스 로마인의 황제 1041–1042                                            | (입양된) 미하일 5세 칼라파티스 로마인의 황제 1041–1042                                            |  |  |                                                                |                                                                |                                                                |                                                                | 아나스타시아 모노마히나 ∞ 프세볼로트 1세                       | 아나스타시아 모노마히나 ∞ 프세볼로트 1세                       | 아나스타시아 모노마히나 ∞ 프세볼로트 1세 | 아나스타시아 모노마히나 ∞ 프세볼로트 1세 | 아나스타시아 모노마히나 ∞ 프세볼로트 1세                 | 아나스타시아 모노마히나 ∞ 프세볼로트 1세                 |                                                          |                                                          |                                                          |                                                          |  |  |                                                                        |                                                                        |                                                                        |                                                                        |                                                                        |                                                                        |  |  |  |  |  |  |  |  |  |  |  |  |  |  |  |  |  |  |  |  |  |  |  |  |  |  |  |  |  |  |
|                                                             |                                                             |                                                             |                                                             |                                                             |                                                             |  |  |                                                       |                                                       |                                                       |                                                       |                                                       |                                                       |  |  | (딸) ∞ 콘스탄티노스 디오예니스                          | (딸) ∞ 콘스탄티노스 디오예니스                          | (딸) ∞ 콘스탄티노스 디오예니스                          | (딸) ∞ 콘스탄티노스 디오예니스                          | (딸) ∞ 콘스탄티노스 디오예니스                          | (딸) ∞ 콘스탄티노스 디오예니스                          |  |  |                                                                                       |                                                                                       |                                                                                       |                                                                                       |                                                                                       |                                                                                       |  |  | (입양된) 미하일 5세 칼라파티스 로마인의 황제 1041–1042                                            | (입양된) 미하일 5세 칼라파티스 로마인의 황제 1041–1042                                            | (입양된) 미하일 5세 칼라파티스 로마인의 황제 1041–1042                                            | (입양된) 미하일 5세 칼라파티스 로마인의 황제 1041–1042                                            | (입양된) 미하일 5세 칼라파티스 로마인의 황제 1041–1042                                            | (입양된) 미하일 5세 칼라파티스 로마인의 황제 1041–1042                                            |  |  |                                                                |                                                                |                                                                |                                                                | 아나스타시아 모노마히나 ∞ 프세볼로트 1세                       | 아나스타시아 모노마히나 ∞ 프세볼로트 1세                       | 아나스타시아 모노마히나 ∞ 프세볼로트 1세 | 아나스타시아 모노마히나 ∞ 프세볼로트 1세 | 아나스타시아 모노마히나 ∞ 프세볼로트 1세                 | 아나스타시아 모노마히나 ∞ 프세볼로트 1세                 |                                                          |                                                          |                                                          |                                                          |  |  |                                                                        |                                                                        |                                                                        |                                                                        |                                                                        |                                                                        |  |  |  |  |  |  |  |  |  |  |  |  |  |  |  |  |  |  |  |  |  |  |  |  |  |  |  |  |  |  |
|                                                             |                                                             |                                                             |                                                             |                                                             |                                                             |  |  |                                                       |                                                       |                                                       |                                                       |                                                       |                                                       |  |  | 로마노스 4세 디오예니스 로마인의 황제 1068–1071         | 로마노스 4세 디오예니스 로마인의 황제 1068–1071         | 로마노스 4세 디오예니스 로마인의 황제 1068–1071         | 로마노스 4세 디오예니스 로마인의 황제 1068–1071         | 로마노스 4세 디오예니스 로마인의 황제 1068–1071         | 로마노스 4세 디오예니스 로마인의 황제 1068–1071         |  |  | 에우도키아 마크렌보리티사 황후                                                        | 에우도키아 마크렌보리티사 황후                                                        | 에우도키아 마크렌보리티사 황후                                                        | 에우도키아 마크렌보리티사 황후                                                        | 에우도키아 마크렌보리티사 황후                                                        | 에우도키아 마크렌보리티사 황후                                                        |  |  | 콘스탄티노스 10세 두카스 로마인의 황제 1059–1067 두카스 왕조                                      | 콘스탄티노스 10세 두카스 로마인의 황제 1059–1067 두카스 왕조                                      | 콘스탄티노스 10세 두카스 로마인의 황제 1059–1067 두카스 왕조                                      | 콘스탄티노스 10세 두카스 로마인의 황제 1059–1067 두카스 왕조                                      | 콘스탄티노스 10세 두카스 로마인의 황제 1059–1067 두카스 왕조                                      | 콘스탄티노스 10세 두카스 로마인의 황제 1059–1067 두카스 왕조                                      |  |  |                                                                |                                                                |                                                                |                                                                | 블라디미르 2세 모노마흐 키예프 대공                            | 블라디미르 2세 모노마흐 키예프 대공                            | 블라디미르 2세 모노마흐 키예프 대공      | 블라디미르 2세 모노마흐 키예프 대공      | 블라디미르 2세 모노마흐 키예프 대공                      | 블라디미르 2세 모노마흐 키예프 대공                      |                                                          |                                                          |                                                          |                                                          |  |  |                                                                        |                                                                        |                                                                        |                                                                        |                                                                        |                                                                        |  |  |  |  |  |  |  |  |  |  |  |  |  |  |  |  |  |  |  |  |  |  |  |  |  |  |  |  |  |  |
|                                                             |                                                             |                                                             |                                                             |                                                             |                                                             |  |  |                                                       |                                                       |                                                       |                                                       |                                                       |                                                       |  |  | 로마노스 4세 디오예니스 로마인의 황제 1068–1071         | 로마노스 4세 디오예니스 로마인의 황제 1068–1071         | 로마노스 4세 디오예니스 로마인의 황제 1068–1071         | 로마노스 4세 디오예니스 로마인의 황제 1068–1071         | 로마노스 4세 디오예니스 로마인의 황제 1068–1071         | 로마노스 4세 디오예니스 로마인의 황제 1068–1071         |  |  | 에우도키아 마크렌보리티사 황후                                                        | 에우도키아 마크렌보리티사 황후                                                        | 에우도키아 마크렌보리티사 황후                                                        | 에우도키아 마크렌보리티사 황후                                                        | 에우도키아 마크렌보리티사 황후                                                        | 에우도키아 마크렌보리티사 황후                                                        |  |  | 콘스탄티노스 10세 두카스 로마인의 황제 1059–1067 두카스 왕조                                      | 콘스탄티노스 10세 두카스 로마인의 황제 1059–1067 두카스 왕조                                      | 콘스탄티노스 10세 두카스 로마인의 황제 1059–1067 두카스 왕조                                      | 콘스탄티노스 10세 두카스 로마인의 황제 1059–1067 두카스 왕조                                      | 콘스탄티노스 10세 두카스 로마인의 황제 1059–1067 두카스 왕조                                      | 콘스탄티노스 10세 두카스 로마인의 황제 1059–1067 두카스 왕조                                      |  |  |                                                                |                                                                |                                                                |                                                                | 블라디미르 2세 모노마흐 키예프 대공                            | 블라디미르 2세 모노마흐 키예프 대공                            | 블라디미르 2세 모노마흐 키예프 대공      | 블라디미르 2세 모노마흐 키예프 대공      | 블라디미르 2세 모노마흐 키예프 대공                      | 블라디미르 2세 모노마흐 키예프 대공                      |                                                          |                                                          |                                                          |                                                          |  |  |                                                                        |                                                                        |                                                                        |                                                                        |                                                                        |                                                                        |  |  |  |  |  |  |  |  |  |  |  |  |  |  |  |  |  |  |  |  |  |  |  |  |  |  |  |  |  |  |

## 같이 보기
- 비잔티움 황제 연대표
- 콤네노스 왕조